# Julen Fernández Vijandi
Julen Fernández Vijandi (Santurce, Vizcaya, 5 de noviembre de 1978) es un ex ciclista profesional español. Fue profesional solamente los años 2002 y 2003, siempre en el equipo Euskaltel-Euskadi.
Estuvo  en el ciclocrós, donde ganó la medalla de bronce campeonato de España juvenil. Como amateur, ya en ruta, ganó dos pruebas importantes: la Vuelta a Navarra y el Circuito Montañés de 2001 (ambas como parte del equipo amateur Olarra-Ercoreca).
En 2014 creo una sociedad mercantil con sede en Portugalete (Vizcaya) con su nombre de la que cesaría como administrador único en 2019 y se le cambiaría el nombre por «Transportes Jarrilleros, S.L.».
Actualmente dirige y presenta un programa sobre ciclismo en la televisión local de Fuenterrabía.[cita requerida]

## Palmarés
No logró victorias como profesional.

## Equipos
- Cafés Baqué (2000)
- Olarra-Ercoreca (2000-2001)
- Euskaltel-Euskadi (2002-2003)